# Orange County Choppers

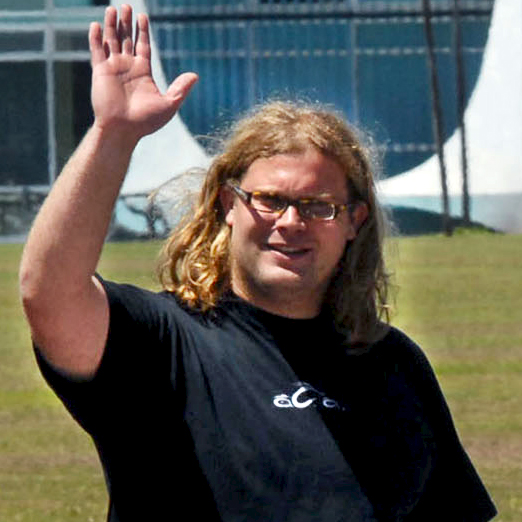
Mike

Orange County Choppers of OCC is een Amerikaans familiebedrijf dat custom motorfietsen bouwt en bekend werd door de docusoap American Chopper van Discovery Channel. OCC is gevestigd in Newburgh in de staat New York.
OCC is begonnen als bijactiviteit van het familiestaalbewerkingsbedrijf, Orange County Ironworks, dat begonnen is in de jaren zeventig. In het eind van de jaren 90 begon Paul Teutul motorfietsen te bouwen en in 1999 richtte hij samen met zijn zoon Paul jr. Orange County Choppers op. Orange County Ironworks werd overgedaan aan zijn zoon Danny.

## Mensen
Behalve baas Paul Teutul Sr. werkte Paul Teutul Jr. in het bedrijf, die onder andere het ontwerpwerk voor zijn rekening neemt. Zijn broer Michael "Mikey" Teutul knapt voornamelijk kleine niet-technische klusjes op en verhoogt de sfeer op de werkvloer. Verder is Rick Petko een essentieel onderdeel van het bouwproces bij OCC.
Andere oudgedienden waren motorbouwer Vinnie DiMartino en Cody Connelly, die in september 2007 Orange County Choppers verlieten en onder de naam V Force Customs hun eigen motorzaak oprichtten.

## American Chopper
OCC is bekend geworden door de docusoap "American Chopper" die op Discovery Channel wordt uitgezonden, waar het wel en wee van het bedrijf te volgen is. Het programma laat zien hoe het voorbereiden en maken van motorfietsen in zijn werk gaat, maar is ook voor een gedeelte een realityprogramma. Het werk, de uitjes en alles wat met OCC te maken heeft wordt opgenomen, gemonteerd en uitgezonden. In één aflevering werd de persoonlijke voorgeschiedenis van de familie Teutul uit de doeken gedaan, waarbij onder meer Paul sr.'s vroegere drank- en drugsverslaving aan bod kwam.
De meeste ontwerpen komen van de hand van Paul Teutul Jr. en worden naar wens van de klant gebouwd. Daarnaast zijn er de "Theme bikes", motorfietsen die rond een thema gebouwd worden, die het merk bekendheid geven, deze ontwerpen worden op TV uitgezonden

### Het ontstaan van het programma[1]

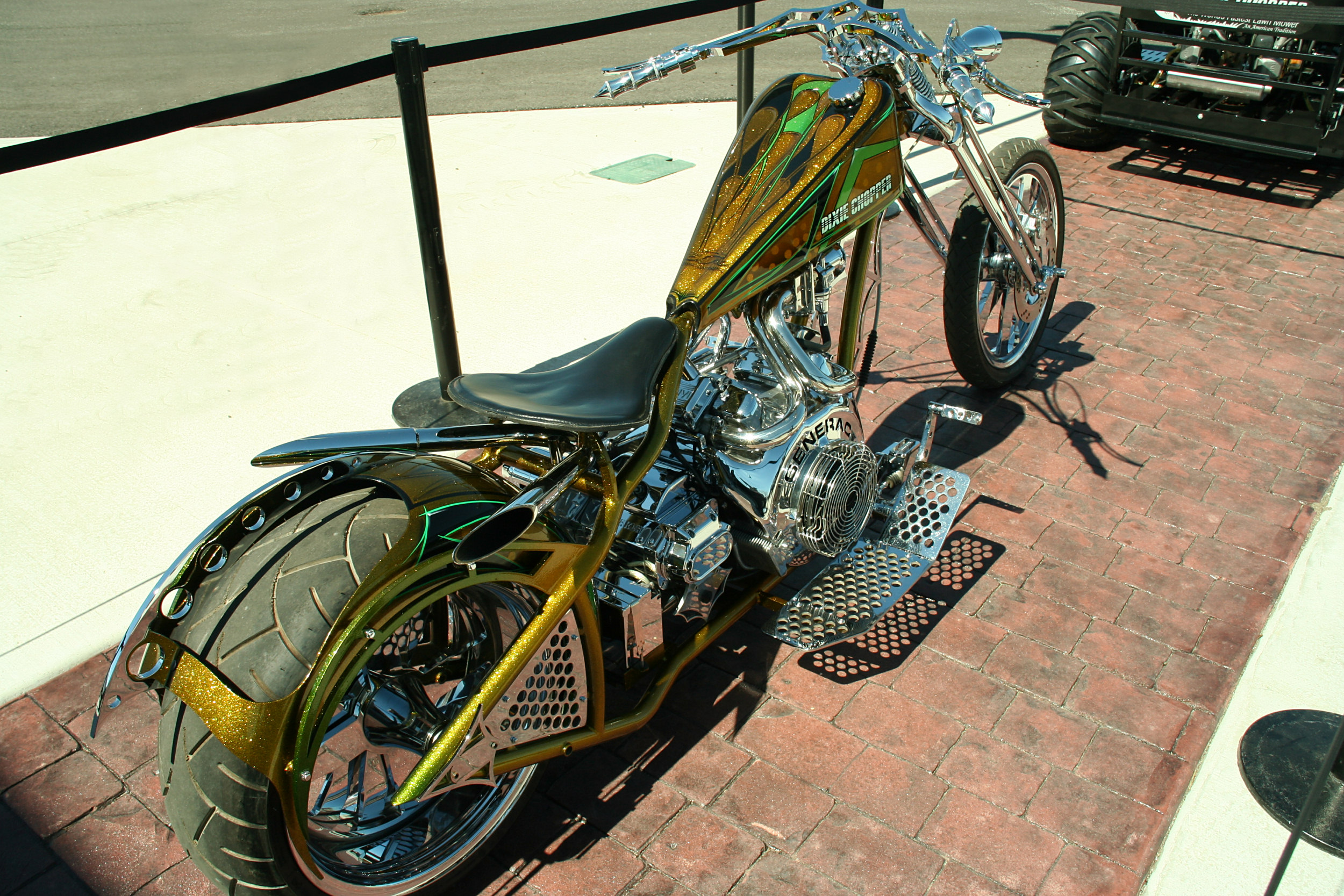
Orange County Chopper

Voordat Discovery Channel het bedrijf OCC benaderde om aan American Chopper mee te doen, gingen zij eerst andere bedrijven af. Ze waren al akkoord met een ander bedrijf toen ze achter het bestaan van OCC kwamen. Toen ze de Teutuls bezocht hadden maakten ze meteen een afspraak met OCC. De eerste aflevering werd opgenomen met verschillende ruzies tussen Paul Sr. en Paul Jr. De ruzies werden op tv uitgezonden, wat de familie Teutul in eerste instantie frustreerde. Tot ze erachter kwamen dat de aflevering juist een succes was door de persoonlijkheid die in het programma zat. Sindsdien gaat het zowel American Chopper als Orange County Choppers voor de wind.

## Fanclub
Begin 2007 richtte OCC een website op waar fans zowel gratis als betaald lid kunnen worden. Betalende leden krijgen onder andere toegang tot een live webcam, een weblog en een forum..